# Авренвил (Есон)
Авренвил (фр. Avrainville) насеље је и општина у северном делу централне Француске у региону Париски регион, у департману Есон која припада префектури Палесо.
По подацима из 2011. године у општини је живело 777 становника, а густина насељености је износила 85,01 становника/km². Општина се простире на површини од 9,14 km². Налази се на средњој надморској висини од 90 метара (максималној 154 m, а минималној 81 m).

## Демографија
| 1962. | 1968. | 1975. | 1982. | 1990. | 1999. | 2011. |
| ----- | ----- | ----- | ----- | ----- | ----- | ----- |
| 252   | 291   | 359   | 418   | 556   | 652   | 777   |

График промене броја становника у току последњих година